# Wippertalbahn
| |                      |                                 |                                 |
| Streckennummer: | 2707                 |                                 |                                 |
| Kursbuchstrecke (DB): | zuletzt 412          |                                 |                                 |
| Kursbuchstrecke: | 240m (1946)          |                                 |                                 |
| Streckenlänge: | 31 km                |                                 |                                 |
| Spurweite: | 1435 mm (Normalspur) |                                 |                                 |
| |                      |                                 |                                 |
| \| \| \| von Wuppertal-Oberbarmen \| \| \| \| 17,3 \| Bergisch Born \| Bergisch Born \| \| \| \| nach Opladen \| \| \| \| 21,1 \| Winterhagen \| Winterhagen \| \| \| \| Höhsieper Tunnel (225 m) \| \| \| \| 24,8 \| Hückeswagen \| Hückeswagen \| \| \| 26 \| Hückeswagen Bevertalsperre Anst \| Hückeswagen Bevertalsperre Anst \| \| \| 26,6 \| Bevertalsperre \| Bevertalsperre \| \| \| 27 \| Hückeswagen RWE (Anst) \| Hückeswagen RWE (Anst) \| \| \| 28,2 \| Hämmern \| Hämmern \| \| \| 29,3 \| Wipperfürth West \| Wipperfürth West \| \| \| 30,5 \| Wipperfürth \| Wipperfürth \| \| \| \| nach Anschlag/Oberbrügge \| \| \| \| 32 \| Wipperfürth Ost \| Wipperfürth Ost \| \| \| 32,1 \| Wipperfürth Kabelwerk (Anst) \| Wipperfürth Kabelwerk (Anst) \| \| \| 34,5 \| Egerpohl \| Egerpohl \| \| \| 34,8 \| Wipperfürth Bisterfeld (Anst) \| Wipperfürth Bisterfeld (Anst) \| \| \| 37 \| Klaswipper \| Klaswipper \| \| \| 38,2 \| Ohl-Rönsahl \| Ohl-Rönsahl \| \| \| \| Krommenohler Tunnel (90 m) \| \| \| \| 40,4 \| Gogarten \| Gogarten \| \| \| \| von Hagen \| \| \| \| 43,6 \| Marienheide \| Marienheide \| \| \| \| ehem. Leppetalbahn (Schmalspur) \| \| \| \| \| nach Dieringhausen \| \| |                      |                                 |                                 |
| Strecke (außer Betrieb) |                      | von Wuppertal-Oberbarmen        | von Wuppertal-Oberbarmen        |
| Bahnhof (Strecke außer Betrieb) | 17,3                 | Bergisch Born                   | Bergisch Born                   |
| Abzweig geradeaus und nach rechts (Strecke außer Betrieb) |                      | nach Opladen                    | nach Opladen                    |
| Haltepunkt / Haltestelle (Strecke außer Betrieb) | 21,1                 | Winterhagen                     | Winterhagen                     |
| Tunnel (Strecke außer Betrieb) |                      | Höhsieper Tunnel (225 m)        | Höhsieper Tunnel (225 m)        |
| Bahnhof (Strecke außer Betrieb) | 24,8                 | Hückeswagen                     | Hückeswagen                     |
| Blockstelle (Strecke außer Betrieb) | 26                   | Hückeswagen Bevertalsperre Anst | Hückeswagen Bevertalsperre Anst |
| Haltepunkt / Haltestelle (Strecke außer Betrieb) | 26,6                 | Bevertalsperre                  | Bevertalsperre                  |
| Blockstelle (Strecke außer Betrieb) | 27                   | Hückeswagen RWE (Anst)          | Hückeswagen RWE (Anst)          |
| Haltepunkt / Haltestelle (Strecke außer Betrieb) | 28,2                 | Hämmern                         | Hämmern                         |
| Haltepunkt / Haltestelle (Strecke außer Betrieb) | 29,3                 | Wipperfürth West                | Wipperfürth West                |
| Bahnhof (Strecke außer Betrieb) | 30,5                 | Wipperfürth                     | Wipperfürth                     |
| Abzweig geradeaus und nach links (Strecke außer Betrieb) |                      | nach Anschlag/Oberbrügge        | nach Anschlag/Oberbrügge        |
| Haltepunkt / Haltestelle (Strecke außer Betrieb) | 32                   | Wipperfürth Ost                 | Wipperfürth Ost                 |
| Blockstelle (Strecke außer Betrieb) | 32,1                 | Wipperfürth Kabelwerk (Anst)    | Wipperfürth Kabelwerk (Anst)    |
| Haltepunkt / Haltestelle (Strecke außer Betrieb) | 34,5                 | Egerpohl                        | Egerpohl                        |
| Blockstelle (Strecke außer Betrieb) | 34,8                 | Wipperfürth Bisterfeld (Anst)   | Wipperfürth Bisterfeld (Anst)   |
| Haltepunkt / Haltestelle (Strecke außer Betrieb) | 37                   | Klaswipper                      | Klaswipper                      |
| Bahnhof (Strecke außer Betrieb) | 38,2                 | Ohl-Rönsahl                     | Ohl-Rönsahl                     |
| Tunnel (Strecke außer Betrieb) |                      | Krommenohler Tunnel (90 m)      | Krommenohler Tunnel (90 m)      |
| Haltepunkt / Haltestelle (Strecke außer Betrieb) | 40,4                 | Gogarten                        | Gogarten                        |
| Abzweig ehemals geradeaus und von links |                      | von Hagen                       | von Hagen                       |
| Bahnhof · Kopfbahnhof Streckenanfang (Strecke außer Betrieb) | 43,6                 | Marienheide                     | Marienheide                     |
| Strecke · Strecke nach rechts (außer Betrieb) |                      | ehem. Leppetalbahn (Schmalspur) | ehem. Leppetalbahn (Schmalspur) |
| Strecke |                      | nach Dieringhausen              | nach Dieringhausen              |

Die Wippertalbahn war eine nichtelektrifizierte, eingleisige, 31 km lange Eisenbahnstrecke von Bergisch Born über Wipperfürth nach Marienheide. Die Strecke wurde bis 1995 schrittweise stillgelegt und bis 2012 weitgehend zu einem Rad- und Gehweg umgebaut.

## Geschichte

### Eröffnung
Ihren Anfang nahm die Wippertalbahn am 13. Mai 1876 mit der Eröffnung des ersten Streckenabschnitts vom Eisenbahnknotenpunkt Lennep. Am gleichen Tag wurde auch die in Bergisch Born abzweigende Bahnstrecke von Lennep nach Wermelskirchen eingeweiht, die später bis nach Opladen weiterführte. Der erste Streckenabschnitt der Wippertalbahn hatte Anschlüsse von Köln, Barmen-Elberfeld und Solingen nach Hückeswagen. Er wurde noch zum 22. Dezember des gleichen Jahres für den Güterverkehr und am 2. Januar 1877 für den Personenverkehr bis nach Wipperfürth verlängert. Grund für den Bau waren die gestiegenen Anforderungen an einer brauchbaren Transportinfrastruktur der wachsenden Industrie an der Wupper.
1893 baute die Bahn den Abschnitt zwischen Lennep und Bergisch Born zweigleisig aus, gleichzeitig wurden der Bahnhof in Winterhagen und die Haltestelle in Hämmern (mit Empfangsgebäude) errichtet. Der Abschnitt nach Marienheide ging erst am 15. Januar 1902 in Betrieb, wo nun Anschluss an die Volmetalbahn von Hagen nach Dieringhausen und die schmalspurige Leppetalbahn bestand.

### Bis zur Weimarer Republik
1905 gab es bereits elf Personenzugpaare (zwei davon zwischen Lennep und Wipperfürth) täglich. Ab 1907 gab es ein Personenzugpaar von Wuppertal durchgehend bis ins Oberbergische. Diese bekannteste Verbindung auf der Strecke führte von Wuppertal über Remscheid nach Marienheide weiter auf der Volmetalbahn und Aggertalbahn auf die Wiehltalbahn bis nach Waldbröl. Sie hielt sich ungewöhnlich lange im Fahrplan. Von 1907 bis 1964 (nach Stilllegung der Wiehltalbahn bis 1979 mit dem Ziel Dieringhausen) gab es diese Verbindung, bis aufs kriegsbedingte Unterbrechungen, ständig.
1909 verkehrten zwischen Lennep und Wipperfürth zum ersten Mal benzolelektrische Triebwagen, die das Fahrplanangebot auf diesem Teilabschnitt um acht Zugpaare erhöhten.
Der Erste Weltkrieg brachte starke Einschränkungen im Verkehr, viele Zugleistungen wurden gestrichen. Hinzu kam das Problem, dass Frankreich das Ruhrgebiet besetzte, Hückeswagen wurde die Grenze zwischen dem besetzten und unbesetzten Gebiet. Teilweise stoppten die Besatzer den Gesamtverkehr. Dieser Zustand hielt bis zum Ende der Besatzung am 22. Oktober 1924 an.

### Bis zum Ende des Zweiten Weltkriegs
Ab dem 15. Mai 1931 verkehrten auch Eilzüge auf der Strecke. Ein Beispiel dafür war ein Eilzug von Wuppertal aus über die Wippertalbahn auf die Volmetalbahn nach Dieringhausen, und von dort aus weiter über die Aggertalbahn nach Olpe. Wie den anderen Nebenbahnen wie der östlichen Aggertalbahn kam auch der Wippertalbahn im Zweiten Weltkrieg eine Rolle als Umleitungsstrecke zu, um zahlreiche Güterzüge von den bombardierungsgefährdeten Hauptbahnen fernzuhalten. Die Strecke traf es aber auch. Am 22. März 1945 zerstörten alliierte Bomber den Bahnhof Hückeswagen, ungefähr zur gleichen Zeit auch den in Wipperfürth. Im September 1945 konnte der Zugverkehr behelfsmäßig wieder aufgenommen werden.

### Niedergang
Zwischen 1952 und 1955 wurden neue Haltepunkte geschaffen (Bevertalsperre, Wipperfürth West, Wipperfürth Ost und Klaswipper), die von den 1952 eingeführten Schienenbussen vom Bw Wuppertal-Steinbeck bedient wurden. Durch diese neuen Fahrzeuge stieg das Fahrplanangebot an, als Folge davon auch die Fahrgastzahlen.
Im Sommer 1960 wurde an den Bahnhöfen Winterhagen und Ohl-Rönsahl die Stückgutabfertigung geschlossen. Dies war eine Maßnahme, die das Güteraufkommen auf der Strecke erheblich senkte. Die in Wipperfürth abzweigende Strecke nach Anschlag an der Wuppertalbahn wurde zur gleichen Zeit stillgelegt. 1961 wurde ein Ersatz für das im Krieg zerstörte Empfangsgebäude in Wipperfürth eingeweiht.
Am 29. Mai 1965 endete der Güterverkehr zwischen Wipperfürth und Marienheide und die durchgehenden Güterzüge von Dieringhausen nach Lennep. Die Umwandlung des Bahnhof Winterhagen in einen Haltepunkt erfolgte am 1. Oktober 1973, die bis dahin dort stattfindenden Zugkreuzungen wurden nach Hückeswagen verlegt.

### Die letzten Jahre bis zur Stilllegung

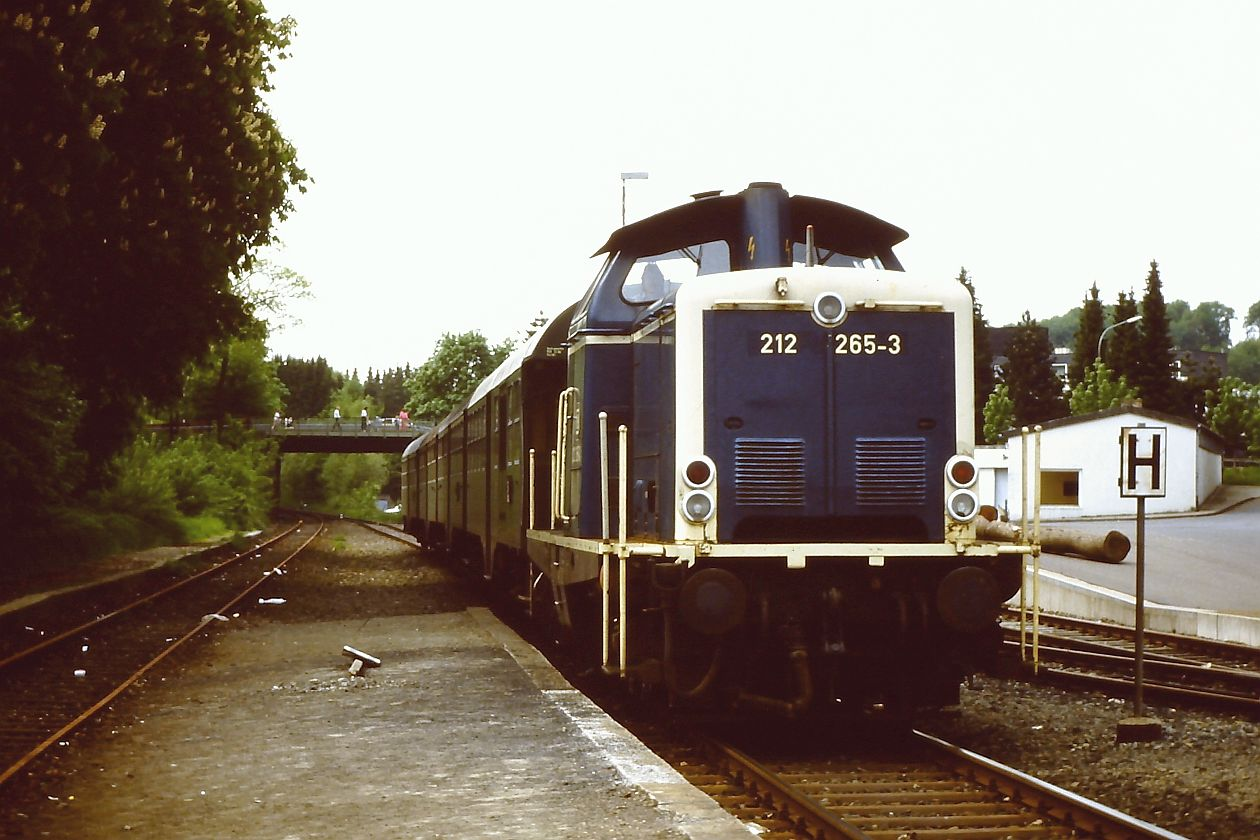
212 265-3 mit N6073 in Hückeswagen 1986

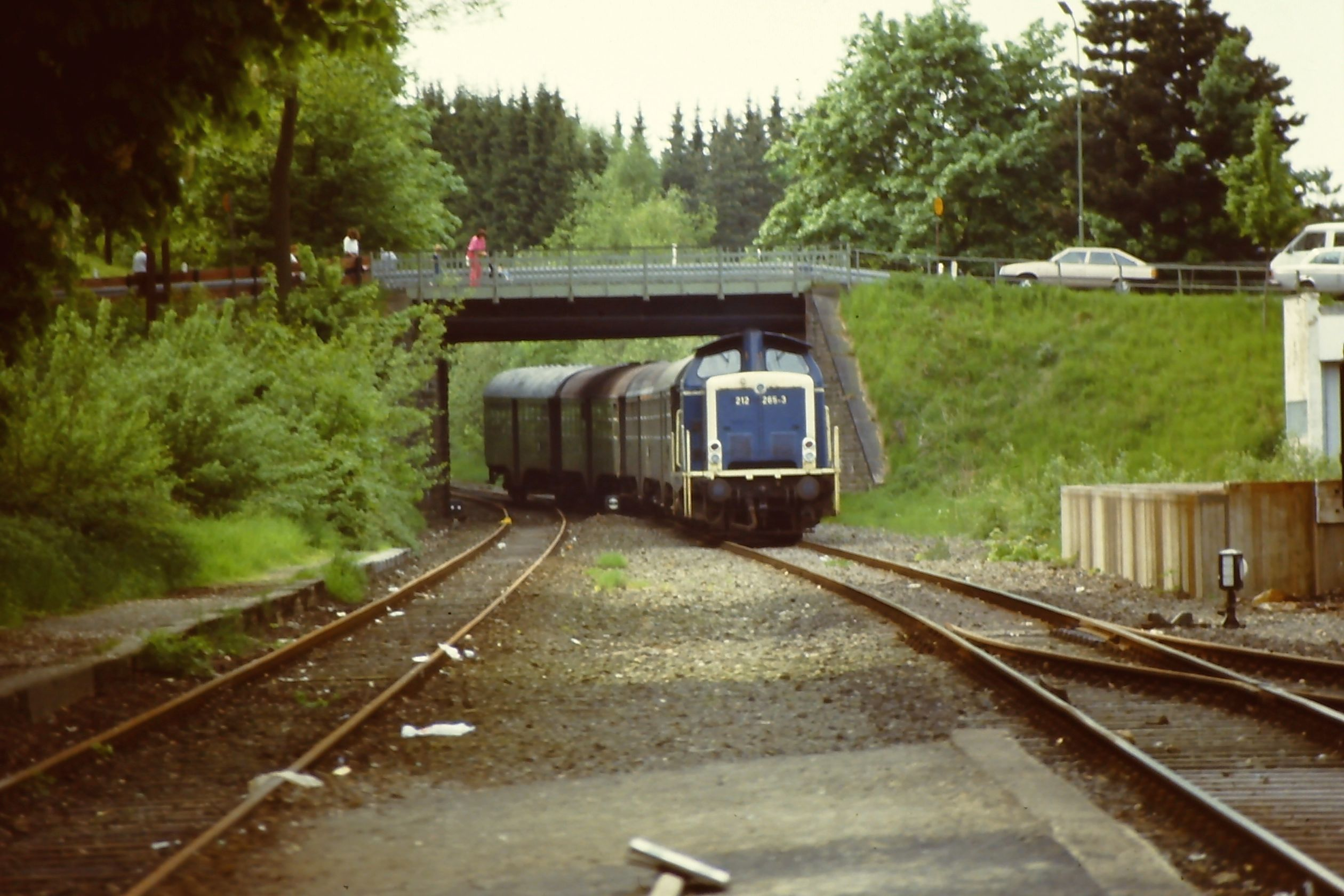
212 265-3 mit N6073 in Hückeswagen 1986

1975 gab es eine große Stückgutreform, welcher im ganzen Oberbergischen Kreis die Verladestellen zum Opfer fielen, so auch in Marienheide, Wipperfürth und Hückeswagen. Als Folge dessen ging das Güteraufkommen noch weiter zurück. Wagenladungen wurden danach nur noch einmal pro Tag verladen. Hinzu kam eine Wochenendruhe. Zwischen Samstagnachmittag und Montagmorgen wurden alle Züge aus dem Fahrplan gestrichen. Der Busverkehr in der Region wurde ausgeweitet und fuhr als Konkurrenz zur gleichen Zeit wie die Bahnen. Allerdings waren die Omnibusse länger unterwegs als die Schienenbusse auf den Gleisen. 1980 wurden die bis dahin dominierenden Schienenbusse der Baureihen798 und 795 wieder durch lokbespannte Züge ersetzt. Diese hatten aber aufgrund von vier, später zwei oder drei Wagen ein wesentlich größeres Angebot an Sitzplätzen.
Zudem fuhren die Züge nur noch zwischen Lennep und Marienheide und nicht mehr darüber hinaus. Mit der Umstellung auf lokomotivbespannte Züge wurde der Haltepunkt Klaswipper aufgegeben. Kurz danach, 1982, führte die Bundesbahn den Zugleitbetrieb zwischen Bergisch Born und Marienheide ein. Am 23. Mai 1982 wurden die Haltepunkte Gogarten und Egerpohl geschlossen und der Bahnhof Hückeswagen zur Haltestelle.
Am 1. Juni 1985 wurde der Güter- und Personenverkehr zwischen Wipperfürth Ost und Marienheide eingestellt. Der Abschnitt Lennep–Wipperfürth Ost musste für den Schülerverkehr des Gymnasiums beim Haltepunkt Wipperfürth Ost mangels Omnibusersatz noch im Personenverkehr bedient werden. Bereits ein Jahr später, am 31. Mai 1986, folgte aber auch dort nach 110 Jahren die Einstellung des Personenverkehrs, der von einer Bahnbuslinie übernommen wurde. Es gab danach nur noch wenige Sonderzüge. Das Gleis zwischen Marienheide und Wipperfürth wurde nach Bekanntwerden der Absicht eines Vereins, hier eine Museumseisenbahn einzurichten, im Oktober 1986 abgebaut. Bis zum 30. Dezember 1995 fand noch geringer Güterverkehr zwischen Bergisch Born und Wipperfürth statt.

### Seit der Stilllegung

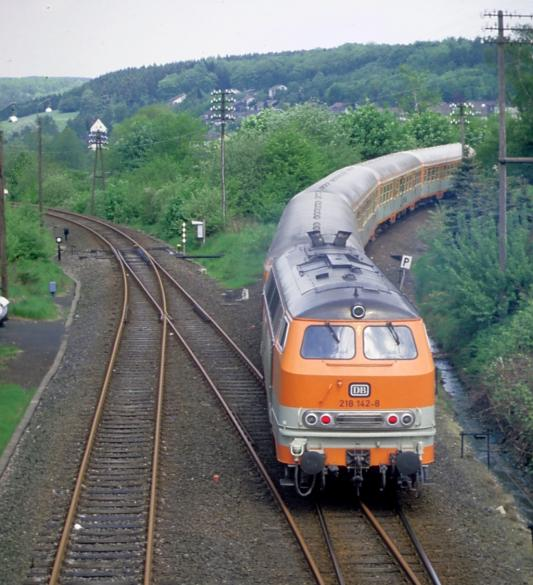
Der Abzweig der Wippertalbahn in Marienheide 1986 (links im Bild) kurz vor dem Abbau der Gleise. Im Bild eine City-Bahn in Pop-Lackierung.

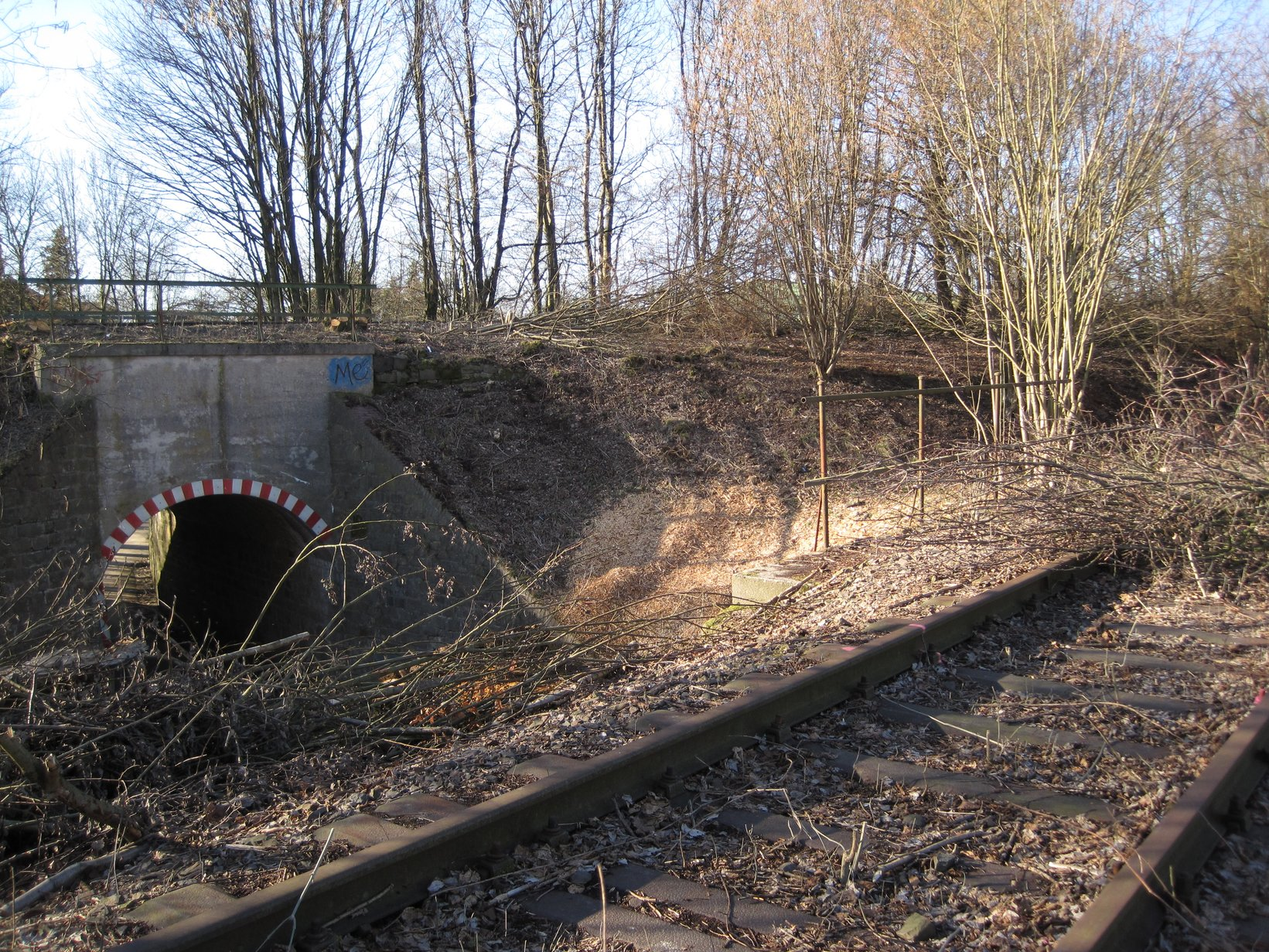
Abzweig nach Opladen (oben) zwischen Born und Winterhagen (2011)

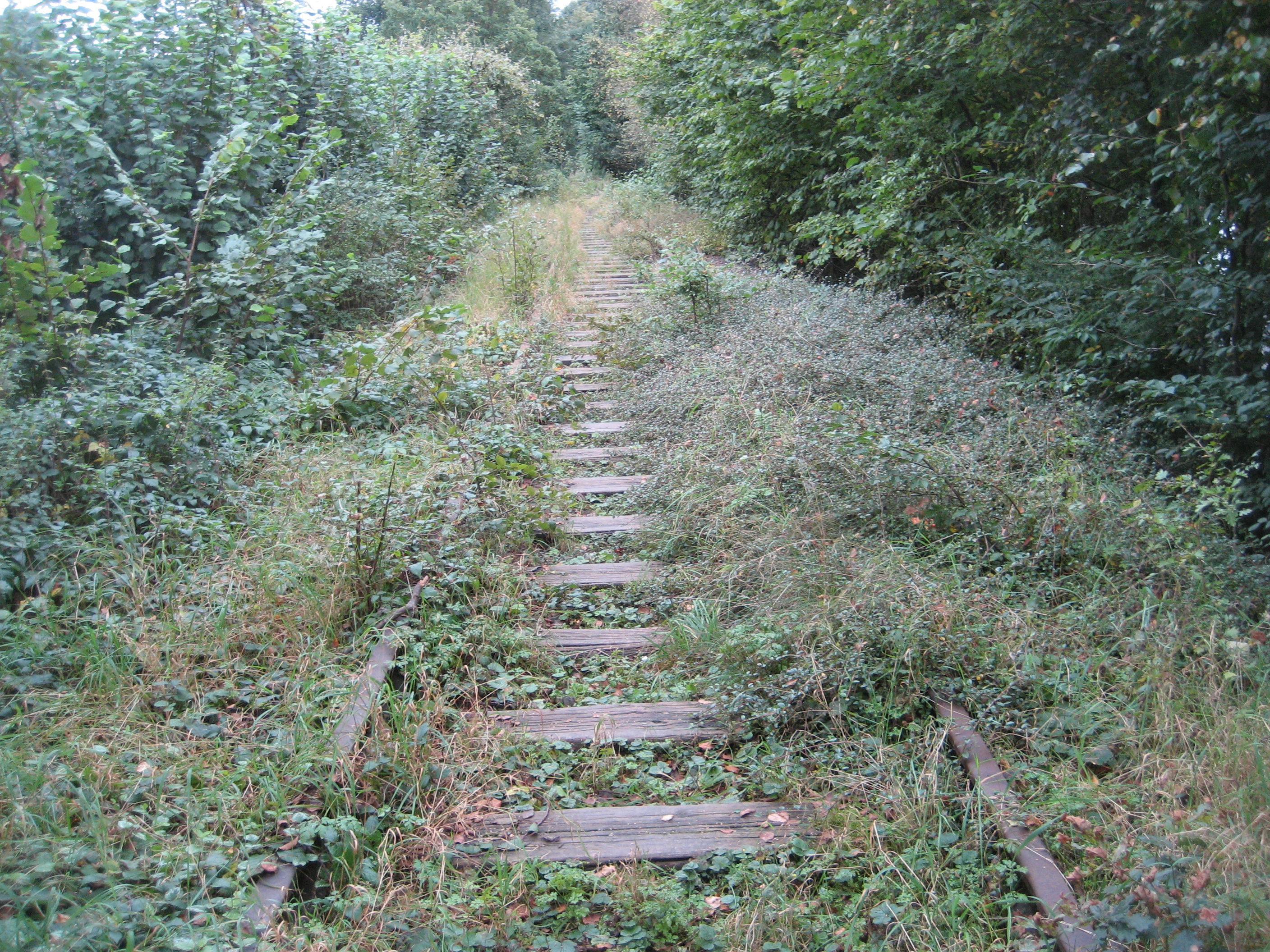
Teil der Strecke (2008)

1998 endete der Trassensicherungsvertrag. Zwischen Marienheide und Wipperfürth wurde die Trasse in einen Fahrradweg umgewandelt. Reaktivierungsbemühungen waren erfolglos. Ursprünglich für das Jahr 2009, dann für 2010 wurde entlang der alten Bahntrasse der Bau eines Radweges von Wipperfürth nach Hückeswagen geplant, der später in einem weiteren Bauabschnitt bis an die Ortsgrenze nach Remscheid fortgeführt wurde. Der durchgehende Fahrradweg ist mittlerweile realisiert.
Im März 2009 wurde dazu der Abschnitt zwischen Wipperfürth und Hückeswagen freigeschnitten, um (nach gut besuchten Sonderfahrten mit einem Schienenfahrzeug) die Gleise nochmals benutzen zu können. Im Anschluss daran wurden die Gleise planmäßig abgebaut.
Zudem wurde die Strecke wie andere der Region mit Bekanntmachung vom 12. März 2008 aus dem Regionalplan des Bundeslandes Nordrhein-Westfalen gestrichen, dazu schrieb der bekanntgebende Regionalrat des Regierungsbezirks Köln: „Der Landtag NRW hat mit der Herausnahme dieser Strecke aus dem ÖPNV-Bedarfsplan deutlich gemacht, dass ein Landesinteresse an einem Erhalt dieses Schienenweges nicht mehr besteht. Eine Streichung dieser Bahnstrecke aus dem Regionalplan soll der Planungssicherheit der Kommunen bei der Stadtentwicklung dienen.“ Daraus folgt, dass die Trasse zukünftig in der Hand der Kommunen zwar als Radweg erhalten bleiben soll, jedoch nicht in voller Länge.

## Betriebsstellen
Bahnhof Winterhagen
Das Bahnhofsgebäude in Winterhagen war lange Zeit eine Ruine, wurde dann aber von Grund auf renoviert, wobei sich die Optik stark veränderte.
Bahnhof Hückeswagen
Hier gab es zunächst eine Lokstation mit Drehscheibe. Die Lokstation in Hückeswagen wurde 1910 aufgelöst und durch eine in Wipperfürth ersetzt, als die Abzweigstrecke nach Anschlag eröffnet wurde. Der Wasserturm in Hückeswagen wurde noch bis 1955 genutzt und 1960 abgerissen. Am 22. März 1945 zerstörten alliierte Bomber den Bahnhof Hückeswagen. Der kriegszerstörte Bahnhof Hückeswagen wurde erst 1952 abgerissen. Am 27. Oktober 1956 weihte die Bahn ein neues Empfangsgebäude ein. Am 23. Mai 1982 wurde der Bahnhof Hückeswagen zur Haltestelle degradiert.
Das nach dem Zweiten Weltkrieg neu gebaute Empfangsgebäude in Hückeswagen diente noch bis 2000 als Asylbewerberheim und wurde danach abgerissen, die Uhr aus dem Uhrenturm gehört nun einer Privatperson. An gleicher Stelle errichtete eine Siedlungsgenossenschaft ein größeres Gebäude, in dem heute Geschäfte, Gastronomie, Büros und Teile der Stadtverwaltung untergebracht sind. Seit 2011 erinnert eine Vitrine mit diversen Ausstellungsstücken an den Bahnhof.
Bahnhof Wipperfürth

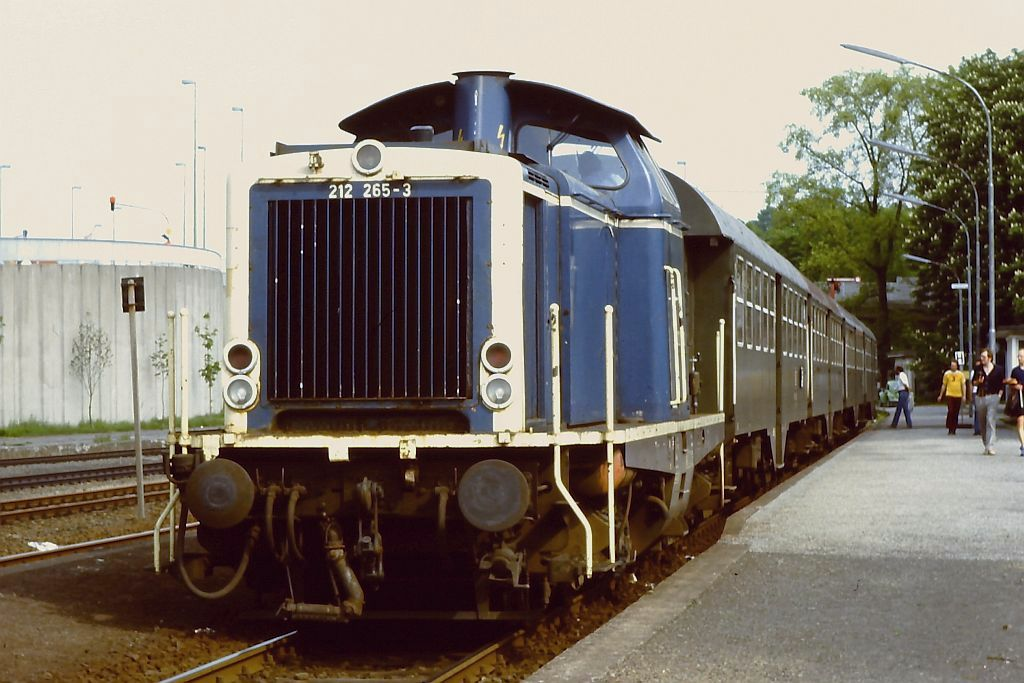
212 265-3 mit N6072 in Wipperfürth (1986)

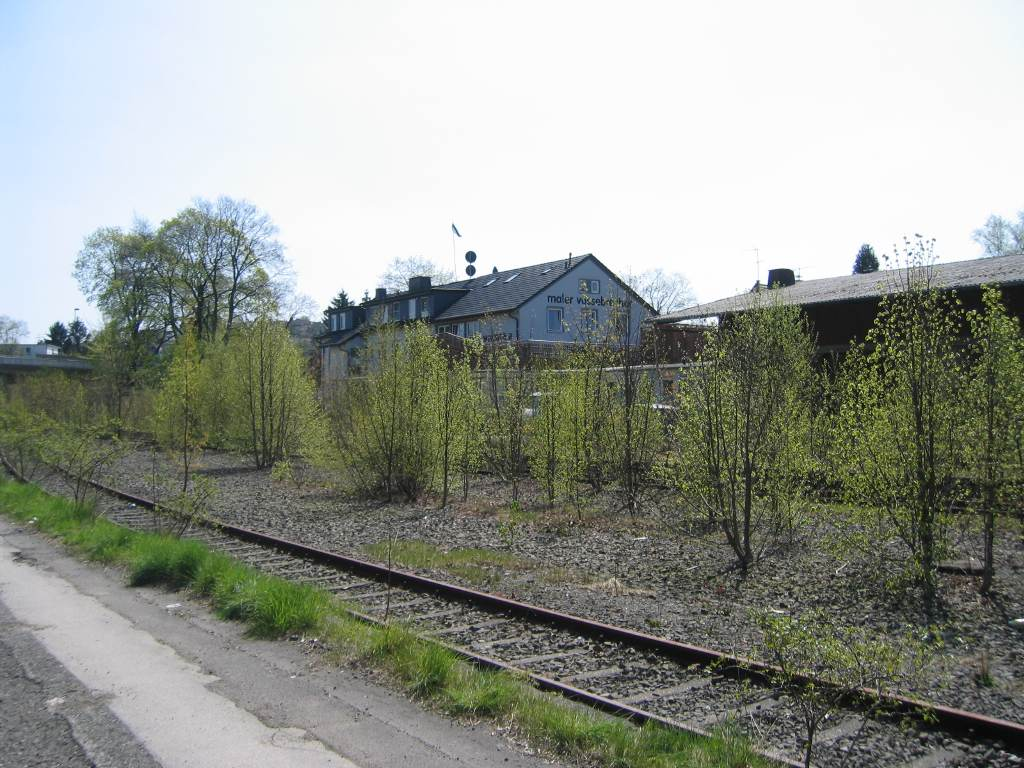
Der Wipperfürther Bahnhof (2005)

In Wipperfürth befand sich als betriebliche Besonderheit eine Drehscheibe am Streckenende zum Wenden der Lokomotiven, diese entfiel beim Weiterbau nach Marienheide allerdings wieder und wurde durch eine Weiche ersetzt. Der Bahnhof wurde gegen März 1945 von alliierten Bombern schwer getroffen. Die Lokstation in Wipperfürth stand noch bis in die 1950er Jahre. In den 1950er-Jahren wurde auch das alte, kleinere Bahnhofsgebäude durch einen Neubau ersetzt.
Im Empfangsgebäude des Bahnhofs befindet sich seit 2009 eine Jugendkunstschule (KuBa – Kunstbahnhof Wipperfürth). Der alte Lokschuppen in Wipperfürth ist im gleichen Jahr abgerissen worden. Seit 2007 etwa gab es in Wipperfürth bis auf den Bahnhof keine Gleise mehr. Die letzten Gleise wurden im März 2011 abgebaut.
Von 2011 bis 2015 erinnerten nur noch das Empfangsgebäude mit Bahnsteig und Ortsnamensschild und eine schon in den 1980er-Jahren kaum noch genutzte Fußgängerbrücke an den alten Bahnhof. 
Im April 2015 wurde ein renovierter Schienenbus als Denkmal auf dem Bahnhofsgelände ausgestellt. Zudem wurden alte Gleise neu verlegt sowie ein Prellbock und ein Signal wieder aufgestellt. Dieses Denkmal erinnert sowohl an die Bahngeschichte als auch an den Standort eines Durchgangslagers für Flüchtlinge, das 1945 von den Briten errichtet wurde und bis 1960 existierte.
Bahnhof Ohl-Rönsahl
Am 30. Mai 1965 wurde der Bahnhof Ohl-Rönsahl in einen Haltepunkt umgewandelt. Das Empfangsgebäude steht heute noch und ist in Privatbesitz.
Bahnhof Marienheide
Marienheide entwickelte sich zu einem großen Eisenbahnknotenpunkt mit Lokstation (Außenstelle des Bw Brügge), dadurch kam es auch zu Ausbauten mit neuen Bahnsteigen und Gleisen. Ungefähr 1941, das Datum ist nicht genau bekannt, wurde die Lokstation aufgelöst. Nach Stilllegung des letzten Personenverkehrs nach Köln (Volmetalbahn) wurde der Bahnhof Marienheide auf die nötigsten Betriebseinrichtungen und Gleise reduziert, nur das Streckengleis blieb erhalten. Heute gibt es wieder SPNV aus Richtung Köln nach Marienheide, seit 2014 auch wieder nach Meinerzhagen und seit 2017 nach Lüdenscheid. Mit der Reaktivierung der Strecke, nach Meinerzhagen, erhielt der Haltepunkt ein Stumpfgleis, für Abstellungen und ist somit offiziell ein Bahnhof. Das Empfangsgebäude steht noch, ist aber heute nicht mehr in Nutzung als solches.

## Fahrzeugeinsatz
Die Wippertalbahn wurde im Personenverkehr ab 1909 teilweise mit benzolelektrischen Triebwagen, ab den 1950ern mit Schienenbussen befahren. Seit der Umstellung der Schienenbusse auf lokbespannte Züge 1980 wurde die Strecke mit Diesellokomotiven der BR 211, seltener einmal 212, 215, 216, 218 und Umbau-Wagen der Art 4yg befahren.
Im Rangierbetrieb kam ab 1957 eine Kleinlok Köf II zum Einsatz, sie war in Wipperfürth stationiert.

## Unfälle
Am 25. November 1958 prallten beim Haltepunkt Gogarten zwei Güterzüge aufeinander, mit erheblichem Sachschaden und schwerverletztem Lokpersonal. Schuld hatte der Fahrdienstleiter in Marienheide, der den in Ohl-Rönsahl stehenden Güterzug und den Schotterzug in Marienheide zur Ausfahrt freigab. Die Züge konnten nicht mehr aufgehalten werden und stießen auf der eingleisigen Strecke zusammen. Wieso der Fahrdienstleiter beide Züge gleichzeitig fahren ließ, konnte nicht geklärt werden. Nach dem Unglück war die Strecke zwischen Marienheide und Ohl-Rönsahl fast zwei Wochen lang gesperrt.